# Камбдентаун (Мисури)
Камбдентаун (енгл. Camdenton) град је у америчкој савезној држави Мисури.

## Демографија
По попису из 2010. године број становника је 3.718, што је 939 (33,8%) становника више него 2000. године.
| Група             | 2000.         | 2010.         |
| Белци             | 2.620 (94,3%) | 3.466 (93,2%) |
| Афроамериканци    | 5 (0,2%)      | 12 (0,3%)     |
| Азијати           | 21 (0,8%)     | 20 (0,5%)     |
| Хиспаноамериканци | 60 (2,2%)     | 138 (3,7%)    |
| Укупно            | 2.779         | 3.718         |